# Atomová Mihule
Atomová Mihule je undergroundová hudební skupina ze Žďáru nad Sázavou. Vznikla za normalizace v roce 1977 a vystupuje nepravidelně i nadále.

## Historie
Skupina Atomová Mihule vznikla v roce 1977 ze společenství básníků a výtvarníků, které se scházelo v Pardubické pivnici ve Žďáru nad Sázavou. Jejím zakladatelem a vůdcem celého společenství byl básník Vít-Bohumil Homolka. Název Atomic Mihule, později počeštěný na Atomová Mihule, byl parafrází na jméno anglické progresivní rockové skupiny Atomic Rooster.
Hudební skupina měla čtyři členy. V. B. Homolka se po vzoru Raye Manzareka z The Doors rozhodl hrát na klávesy. Jejími dalšími členy byli Vratislav Fiksa (basa), Zdeněk Máca (bicí) a Jiří Neplech Veselý (kytara, basa). Po odchodu V. B. Homolky skupina pokračovala v tříčlenné sestavě. Na konci 80. let se připojil ještě Petr Zelníček (druhé bicí, saxofon). Krátce se skupinou vystupoval také Milan Miča.
První koncert Atomové Mihule proběhl v roce 1977 v Nížkově. Skupina mimo jiné pořádala antidiskotéky a antičaje. Její fungování ovlivnil podpis prohlášení Charty 77 jejím vedoucím V. B. Homolkou v roce 1978. V letech 1978–1982 a 1987–1989 tak skupina mohla vystupovat pouze na neoficiálních akcích. Roku 1982 vystoupila na prvním ročníku festivalu v  Žabčicích, který byl o rok později zakázán a rozehnán bezpečností. Díky žabčickému koncertu skupina se skupina dostala do většího povědomí, takže byla často zvána na koncerty. Své první oficiální vystoupení odehrála až roku 1988 na Žďárském rockovém setkání.
Hudební styl Atomové Mihule byl ovlivněn undergroundem (The Plastic People of the Universe, Umělá hmota, DG 307, Bílé světlo) a novou vlnou. Skupina zhudebňovala texty V. B. Homolky (např. Jsem debilní, Hospoda či Zákon Hodnoty, věnovaný vězněnému Petru Cibulkovi), nebo básníků Františka Gellnera a Arthura Rimbauda. Postupně si vyvinula tzv. šaškovský bigbít, pro který jsou typické velmi krátké, úderné a smích vyvolávající písně se sloganovitými texty.

## Diskografie
- Hnus ze staré podlahy, 1988
- Normální lidská plazma (Black Point, 1991) Nahráno 1985
- Live in Boro 2008 (Guerilla Records 2023)

## Galerie

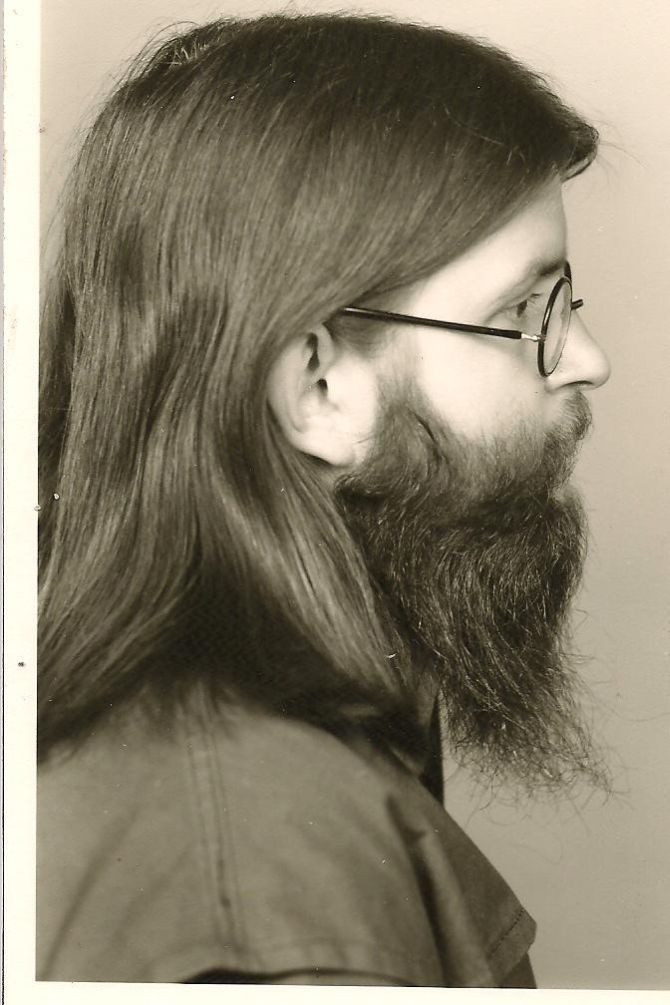
Vít-Bohumil Homolka
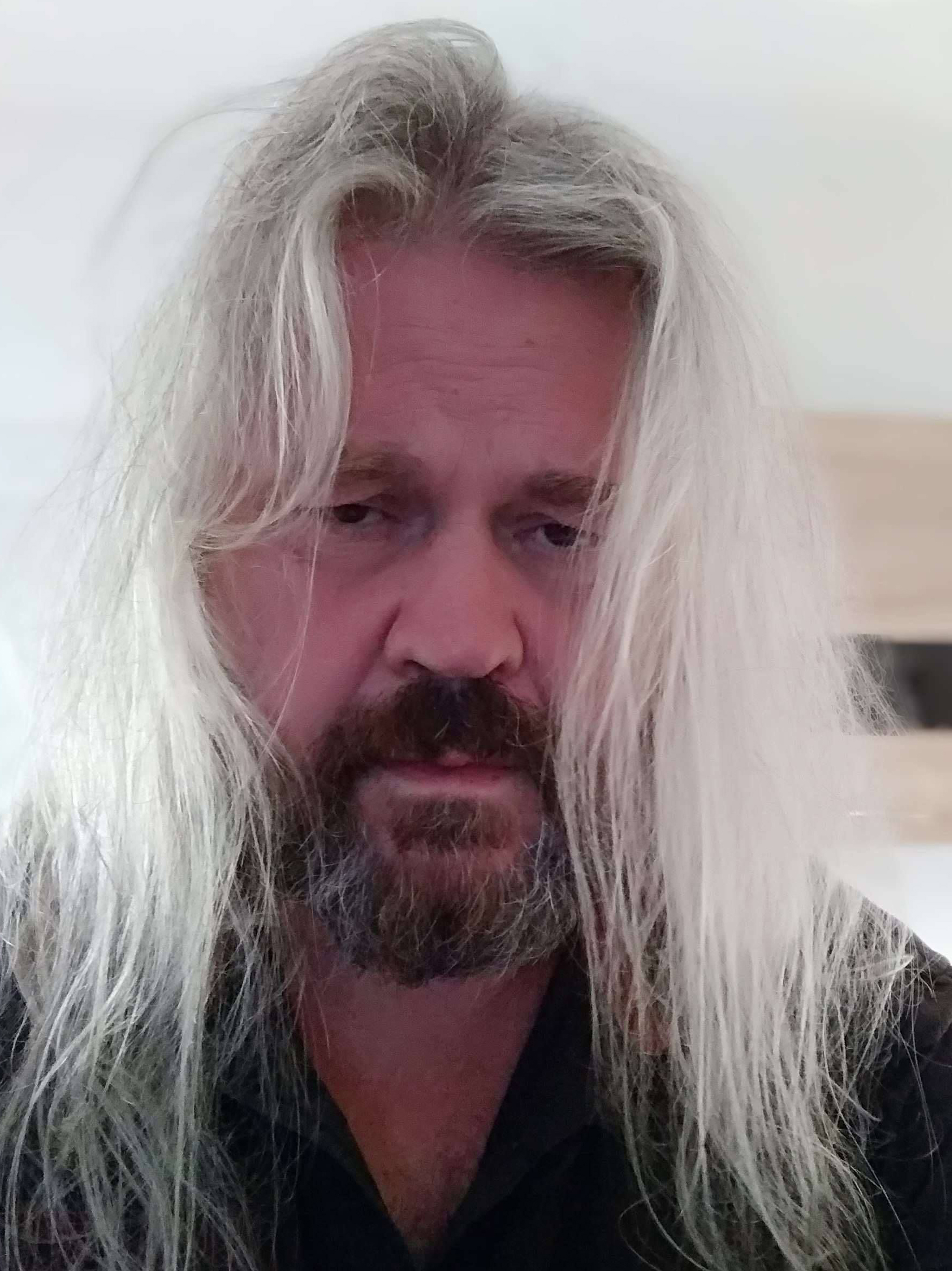
Zdeněk Antonín Máca
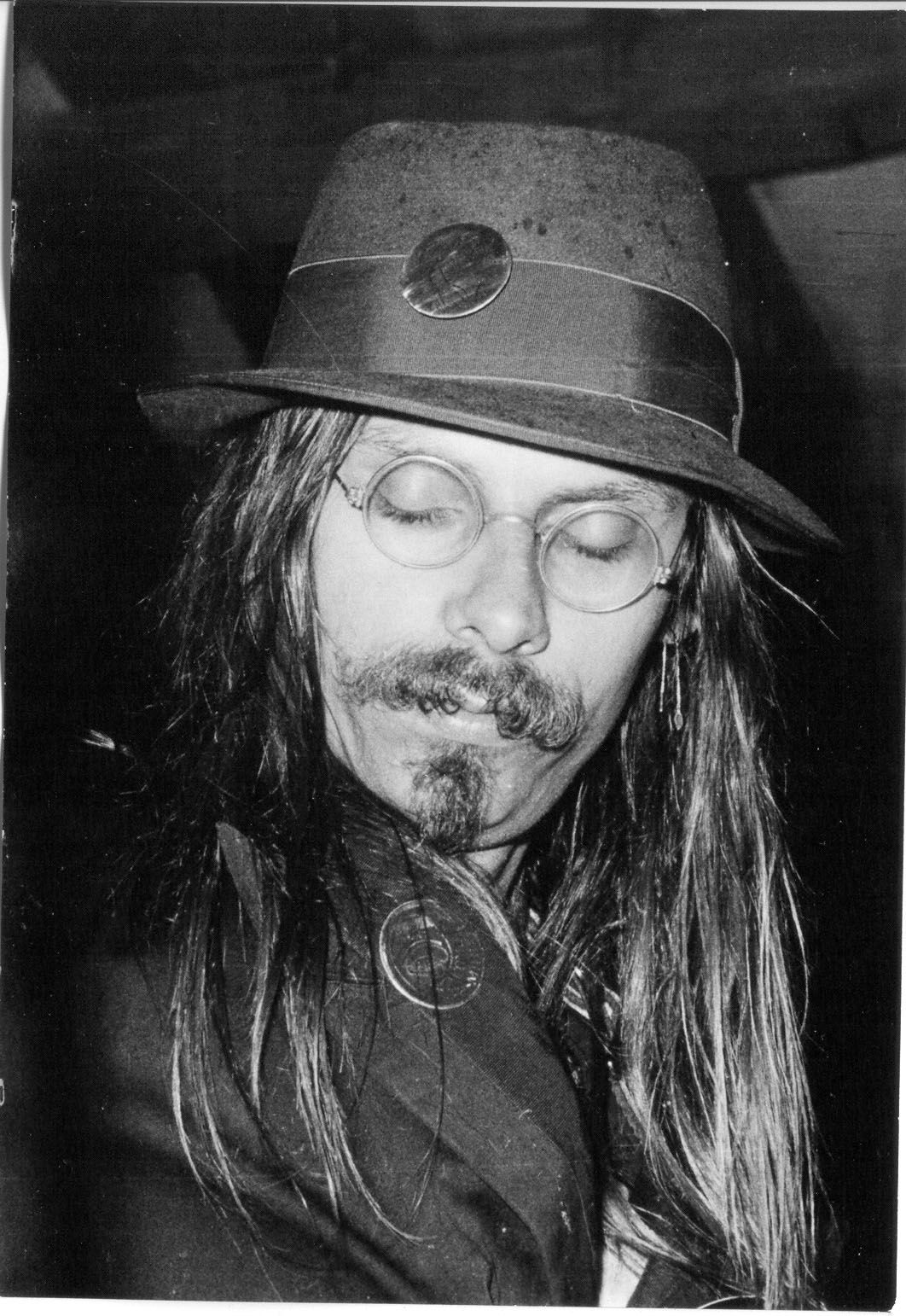
Vratislav Fiksa
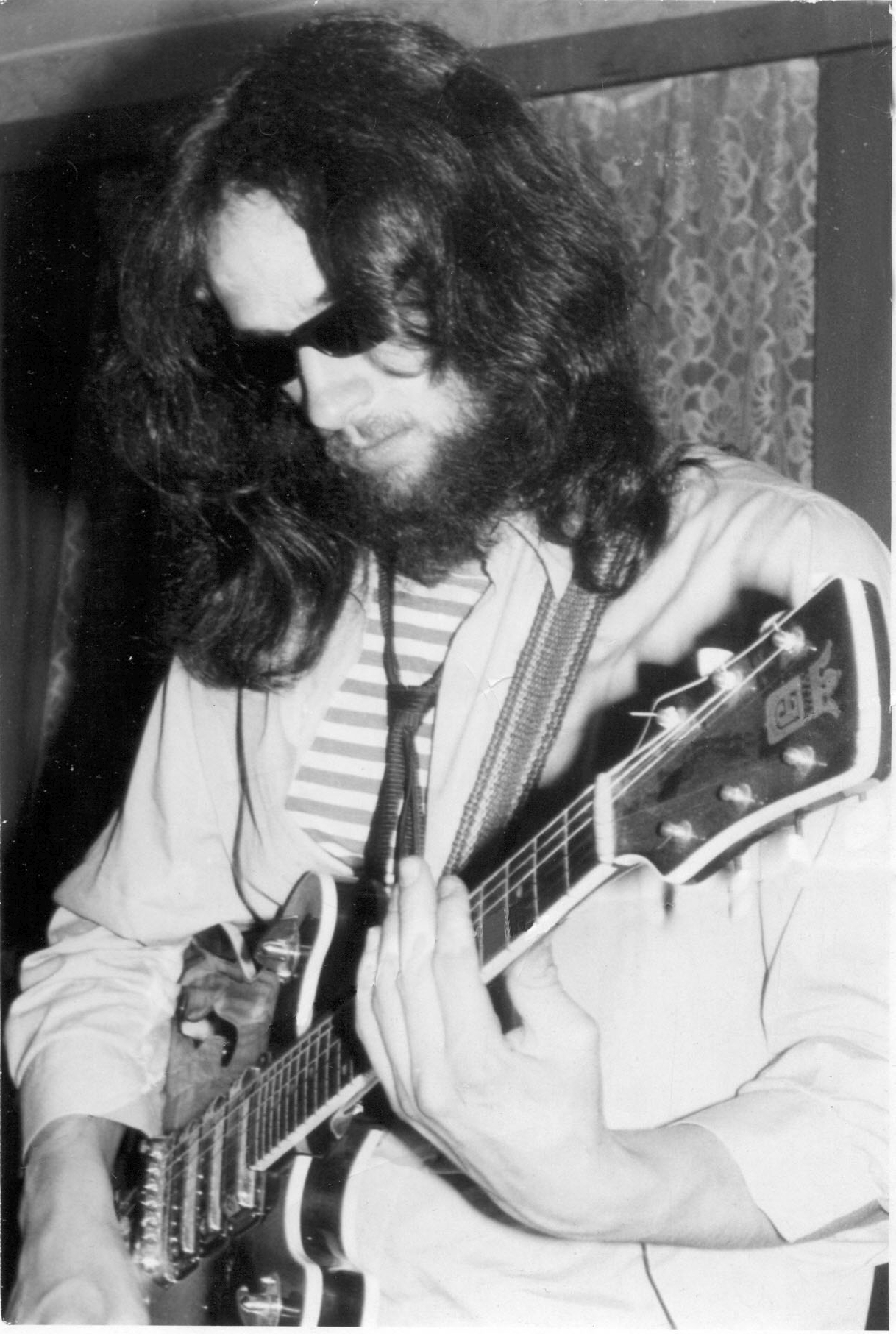
Jiří Neplech Veselý